# Championnats d'Afrique de course en ligne de canoë-kayak 2003
Navigation
2002 2005
Les championnats d'Afrique de course en ligne 2003 sont la troisième édition des championnats d'Afrique de course en ligne de canoë-kayak. Ils ont lieu du 17 octobre 2003 au 18 octobre 2003 sur le lac de Tunis en Tunisie.

## Nations participantes
Cinq nations participent à la compétition :
- Afrique du Sud
- Maroc
- Sénégal
- Seychelles
- Tunisie

## Médaillés seniors

### Hommes
| Épreuves   | Or                   | Argent               | Bronze                |
| ---------- | -------------------- | -------------------- | --------------------- |
| K1 200 m   | Mohamed Zdouki (TUN) | Sarhan Dakhli (TUN)  | Issam Elaidi (MAR)    |
| K1 1 000 m | Issam Elaidi (MAR)   | Mohamed Zdouki (TUN) | Michael Mbanjwa (RSA) |
| K1 5 000 m | Mohamed Zdouki (TUN) | Issam Elaidi (MAR)   | Michael Mbanjwa (RSA) |

### Femmes
| Épreuves   | Or            | Argent               | Bronze                  |
| ---------- | ------------- | -------------------- | ----------------------- |
| K1 200 m   | Kim Rew (RSA) | Samia Ouertani (TUN) | Ilham Ben Abdrabi (MAR) |
| K1 500 m   | Kim Rew (RSA) | Olfa Khamassi (TUN)  | Ilham Ben Abdrabi (MAR) |
| K1 1 000 m | Kim Rew (RSA) | Olfa Khamassi (TUN)  | Ilham Ben Abdrabi (MAR) |
| K1 3 000 m | Kim Rew (RSA) | Olfa Khamassi (TUN)  | Ilham Ben Abdrabi (MAR) |